# 高雄医学大学附属中和記念病院
高雄医学大学附属中和記念病院（たかおいがくだいがくふぞくちゅうわきねんびょういん）は、台湾高雄市三民区にある病院。高雄医学大学附属の大学病院である。

## 歴史
- 1957年：高雄医学院附属病院が設立。
- 1970年：高雄医学院附属中和記念病院と改称。
- 1999年：高雄医学大学附属中和記念病院と改称。

## アクセス
- 高雄市バス「高醫(高雄醫學大學)站」「高醫(十全路)站」。
- 高雄捷運後驛駅2番出口からの徒歩圏内。。

## 周辺
- 高雄医学大学キャンパスに隣接。
- 三民公園。